# Resolució 938 del Consell de Seguretat de les Nacions Unides
La Resolució 938 del Consell de Seguretat de les Nacions Unides fou adoptada el 28 de juliol de 1994. Després de recordar la resolucions anteriors sobre Israel i el Líban, incloses les 501 (1982), 508 (1982), 509 (1982) i 520 (1982) i estudiant l'informe del Secretari General Boutros Boutros-Ghali sobre la Força Provisional de les Nacions Unides al Líban (UNIFIL) aprovada a la Resolució 426 (1978), el Consell va decidir prorrogar el mandat de La FPNUL per un període de sis mesos més fins al 31 de gener de 1995.
El Consell va tornar a refermar el mandat de la Força i va demanar al Secretari General Boutros Boutros-Ghali que informés sobre els progressos realitzats respecte de l'aplicació de les resolucions 425 (1978) i 426 (1978).
La resolució 938 va ser aprovada per 14 vots contra cap; Ruanda estava absent de la reunió.